# David Pastor
Pour les articles homonymes, voir Pastor.
David Pastor est un scénariste, réalisateur et producteur espagnol, né le 25 juillet 1978 à Barcelone dans la Catalogne. Il est le frère d'Àlex Pastor.

## Filmographie

### En tant que réalisateur

#### Longs métrages
- 2009 : Infectés (Carriers) (avec Àlex Pastor)
- 2013 : Les Derniers Jours (Los últimos días) (avec Àlex Pastor)
- 2020 : Chez moi (Hogar) (avec Àlex Pastor)
- 2023 : Bird Box Barcelona (avec Àlex Pastor)

#### Courts métrages
- 2001 : Entre la multitud
- 2002 : Movie (Theater) Hero
- 2004 : Orson

### En tant que scénariste

#### Longs métrages
- 2009 : Infectés (Carriers) (avec Àlex Pastor)
- 2013 : Les Derniers Jours (Los últimos días) (avec Àlex Pastor)
- 2014 : Out of the Dark de Lluís Quílez (avec Àlex Pastor)
- 2015 : Renaissances (Self/less) de Tarsem Singh (avec Àlex Pastor)
- 2020 : Chez moi (Hogar) (avec Àlex Pastor)
- 2023 : Bird Box Barcelona (avec Àlex Pastor)

#### Courts métrages
- 2001 : Entre la multitud de lui-même
- 2002 : Movie (Theater) Hero de lui-même
- 2004 : Orson de lui-même

#### Séries télévisées
- 2005 : Al filo de la ley (13 épisodes)
- 2016 : Incorporated (10 épisodes)
- 2020 : The Head (12 épisodes)

### En tant que producteur

#### Séries télévisées
- 2016-2017 : Incorporated (10 épisodes ; coproducteur délégué)
- 2020 : The Head (6 épisodes ; producteur délégué)